# Farkas Simon
Farkas Simon (Ózd, 1965. december 14. –) válogatott labdarúgó, középpályás.

## Pályafutása

### Klubcsapatban
- OKSE
- DVTK
- Győri Rába ETO
- Szombathelyi Haladás
- Vác FC. Samsung

### A válogatottban
1991-ben egy alkalommal szerepelt a válogatottban.

## Sikerei, díjai
- NB2 es bajnok Szombathely
- Kétszeres kupa ezüst Haladás Vác

## Statisztika

### Mérkőzése a válogatottban
| Magyarország | Magyarország      | Magyarország             | Magyarország | Magyarország | Magyarország | Magyarország | Magyarország | Magyarország |
| #            | Dátum             | Helyszín                 | Hazai        | Eredmény     | Vendég       | Kiírás       | Gólok        | Esemény      |
| ------------ | ----------------- | ------------------------ | ------------ | ------------ | ------------ | ------------ | ------------ | ------------ |
| 1.           | 1991. február 19. | Rosario, Central Stadion | Argentína    | 2 – 0        | Magyarország | barátságos   | -            | 83'          |
|              | Összesen          |                          |              | 1            | mérkőzés     |              | 0            | gól          |